# Canton de Villers-Semeuse
Le canton de Villers-Semeuse est un canton français située dans le département des Ardennes.

## Histoire
Le canton de Villers-Semeuse est créé par décret du 15 janvier 1982 à la suite du démantèlement des cantons de Mézières-Centre-Ouest et Mézières-Est.
À la suite du redécoupage cantonal de 2014, les limites territoriales du canton sont remaniées. Le nombre de communes du canton passe de 8+1 fraction à 11.

## Géographie
Ce canton est organisé autour de Villers-Semeuse dans l'arrondissement de Charleville-Mézières. Son altitude moyenne est de 190 m.

## Représentation

### Représentation avant 2015
| Période | Période | Identité                 | Étiquette | Qualité                                                                                  |
| ------- | ------- | ------------------------ | --------- | ---------------------------------------------------------------------------------------- |
| 1982    | 2008    | Roger Aubry              | DVD       | Pharmacien Maire de Villers-Semeuse (1977-2001) Président du Conseil général (1995-2004) |
| 2008    | 2014    | Guy Ferreira (1940-2024) | DVD       | Maire de Villers-Semeuse (2001-2014)                                                     |
| 2014    | 2015    | Jérémy Dupuy             | DVG       | Professeur Maire de Villers-Semeuse (depuis 2014)                                        |

### Représentation à partir de 2015
| Période élective | Période élective | Mandat | Mandat   | Identité                   | Nuance | Nuance | Qualité                                                              |
| ---------------- | ---------------- | ------ | -------- | -------------------------- | ------ | ------ | -------------------------------------------------------------------- |
| 2015             | 2021             | 2015   | 2021     | Jérémy Dupuy               |        | PS     | Professeur de collège - Maire de Villers-Semeuse (depuis 2014)       |
| 2015             | 2021             | 2015   | 2021     | Mme Dominique Nicolas-Viot |        | DVD    | Retraitée Fonction publique - Maire de Vivier-au-Court (depuis 2014) |
| 2021             | 2028             | 2021   | en cours | Jérémy Dupuy               |        | PS     | Conseiller sortant                                                   |
| 2021             | 2028             | 2021   | en cours | Cathy Ninin                |        | DVG    | Ancienne employée, maire de Gernelle                                 |

#### Élections de mars 2015
À l'issue du premier tour des élections départementales de 2015, deux binômes sont en ballottage : Marie-France Coquin et Gabriel Despas (FN, 30,04 %) et Jérémy Dupuy et Dominique Nicolas-Viot (DVG, 26,24 %). Le taux de participation est de 50,97 % (5 451 votants sur 10 695 inscrits) contre 48,72 % au niveau départemental et 50,17 % au niveau national.
Au second tour, Jérémy Dupuy et Dominique Nicolas-Viot (DVG) sont élus avec 59,18 % des suffrages exprimés et un taux de participation de 51,24 % (2 982 voix pour 5 480 votants et 10 695 inscrits).

#### Élections de juin 2021
Le premier tour des élections départementales de 2021 est marqué par un très faible taux de participation (33,26 % au niveau national). Dans le canton de Villers-Semeuse, ce taux de participation est de 30,89 % (3 287 votants sur 10 641 inscrits) contre 31,87 % au niveau départemental. À l'issue de ce premier tour, deux binômes sont en ballottage : Jérémy Dupuy et Cathy Ninin (DVG, 52,44 %) et Dominique Nicolas-Viot et Joël Rousseaux (DVD, 23,94 %).
Le second tour des élections est marqué une nouvelle fois par une abstention massive équivalente au premier tour. Les taux de participation sont de 34,3 % au niveau national, 32,73 % dans le département et 32,08 % dans le canton de Villers-Semeuse. Jérémy Dupuy et Cathy Ninin (DVG) sont élus avec 67,78 % des suffrages exprimés (2 127 voix pour 3 414 votants et 10 642 inscrits),,.

## Composition

### Composition de 1982 à 2015

Situation du canton de Villers-Semeuse dans le département des Ardennes avant 2015.

Le canton de Villers-Semeuse se composait d'une fraction de la commune de Charleville-Mézières et de huit autres communes.
| Nom                         | Code Insee | Codepostal | Superficie (km2) | Population (dernière pop. légale) | Densité (hab./km2) |
| --------------------------- | ---------- | ---------- | ---------------- | --------------------------------- | ------------------ |
| Villers-Semeuse (chef-lieu) | 08480      | 08000      | 7,03             | 3 599 (2012)                      | 512                |
| Gernelle                    | 08187      | 08440      | 4,83             | 332 (2012)                        | 69                 |
| La Grandville               | 08199      | 08700      | 10,02            | 836 (2012)                        | 83                 |
| Issancourt-et-Rumel         | 08235      | 08440      | 5,47             | 421 (2012)                        | 77                 |
| Lumes                       | 08263      | 08440      | 6,14             | 1 161 (2012)                      | 189                |
| Saint-Laurent               | 08385      | 08090      | 4,26             | 1 167 (2012)                      | 274                |
| Ville-sur-Lumes             | 08483      | 08440      | 3,10             | 513 (2012)                        | 165                |
| Vivier-au-Court             | 08488      | 08440      | 9,34             | 3 134 (2012)                      | 336                |

### Composition depuis 2015
Le nouveau canton de Villers-Semeuse comprend onze communes entières.
| Nom                                     | Code Insee | Intercommunalité     | Superficie (km2) | Population (dernière pop. légale) | Densité (hab./km2) | Modifier                                    |
| --------------------------------------- | ---------- | -------------------- | ---------------- | --------------------------------- | ------------------ | ------------------------------------------- |
| Villers-Semeuse (bureau centralisateur) | 08480      | CA Ardenne Métropole | 7,03             | 3 628 (2022)                      | 516                | modifier les données · modifier les données |
| Aiglemont                               | 08003      | CA Ardenne Métropole | 8,85             | 1 675 (2022)                      | 189                | modifier les données · modifier les données |
| Gernelle                                | 08187      | CA Ardenne Métropole | 4,83             | 315 (2022)                        | 65                 | modifier les données · modifier les données |
| Gespunsart                              | 08188      | CA Ardenne Métropole | 21,02            | 969 (2022)                        | 46                 | modifier les données · modifier les données |
| La Grandville                           | 08199      | CA Ardenne Métropole | 10,02            | 765 (2022)                        | 76                 | modifier les données · modifier les données |
| Issancourt-et-Rumel                     | 08235      | CA Ardenne Métropole | 5,47             | 399 (2022)                        | 73                 | modifier les données · modifier les données |
| Lumes                                   | 08263      | CA Ardenne Métropole | 6,14             | 1 103 (2022)                      | 180                | modifier les données · modifier les données |
| Neufmanil                               | 08316      | CA Ardenne Métropole | 10,12            | 988 (2022)                        | 98                 | modifier les données · modifier les données |
| Saint-Laurent                           | 08385      | CA Ardenne Métropole | 4,26             | 1 073 (2022)                      | 252                | modifier les données · modifier les données |
| Ville-sur-Lumes                         | 08483      | CA Ardenne Métropole | 3,10             | 529 (2022)                        | 171                | modifier les données · modifier les données |
| Vivier-au-Court                         | 08488      | CA Ardenne Métropole | 9,34             | 2 811 (2022)                      | 301                | modifier les données · modifier les données |
| Canton de Villers-Semeuse               | 0818       |                      | 90,18            | 14 255 (2022)                     | 158                | modifier les données                        |

## Démographie

### Démographie avant 2015
| 1982 | 1990   | 1999   | 2006   | 2011   | 2012   |
| ---- | ------ | ------ | ------ | ------ | ------ |
| -    | 13 897 | 13 758 | 13 783 | 13 387 | 13 465 |

### Démographie depuis 2015
En 2022, le canton comptait 14 255 habitants, en évolution de −2,8 % par rapport à 2016 (Ardennes : −2,97 %, France hors Mayotte : +2,11 %).
| 2013   | 2018   | 2022   |
| ------ | ------ | ------ |
| 14 968 | 14 407 | 14 255 |